# Santo António (Norte Grande)

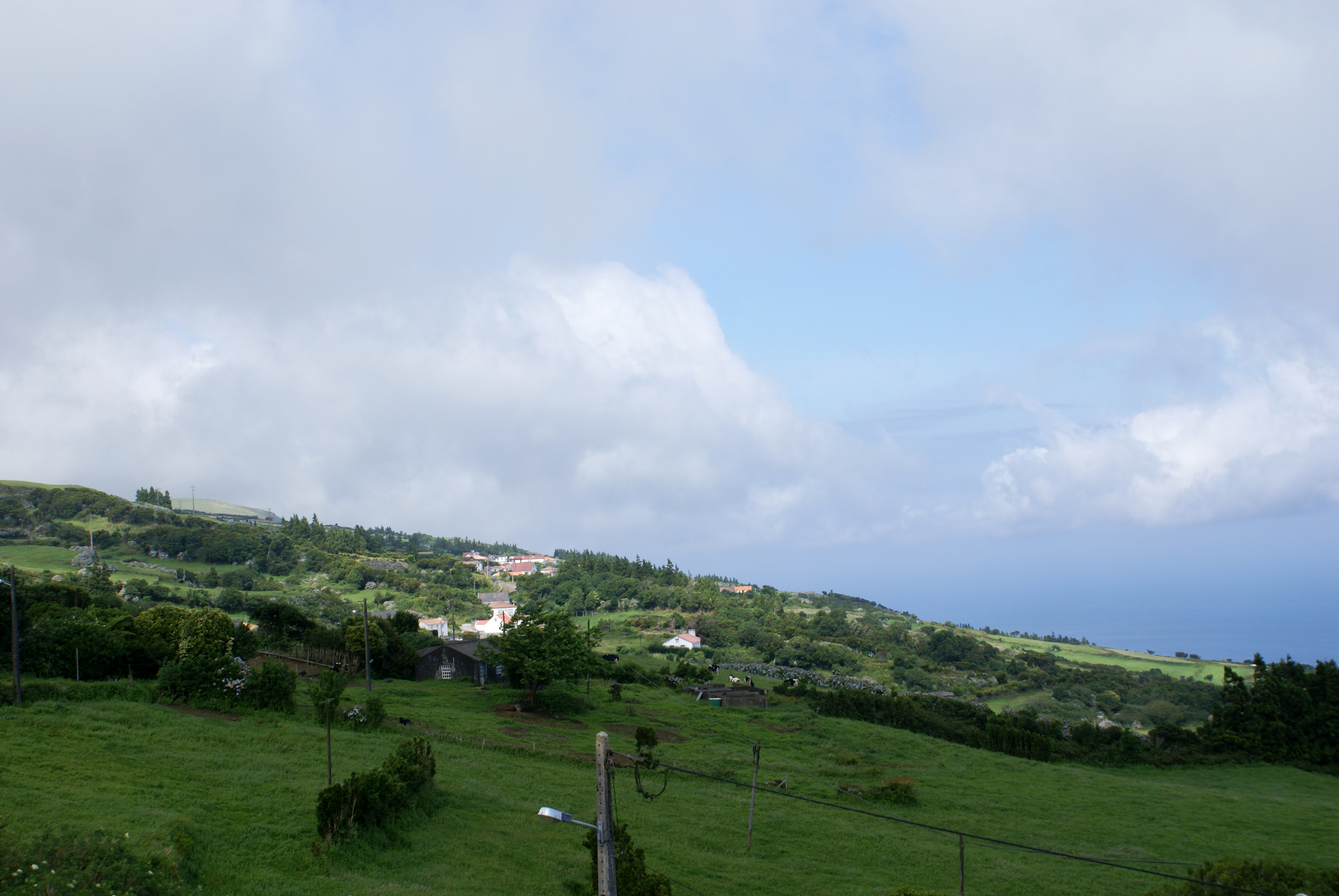
Santo António, paisagem.

A fundação do povoado Santo António recua ao ano de 1543 e caracteriza-se por ser juntamente com o Toledo, que se encontra na mesma cumeeira montanhosa um dos núcleos populacionais mais altos dos Açores. Pertence à fregusia do Norte Grande, concelho de Velas, ilha de São Jorge, arquipélago dos Açores.
Esta localidade é detentora de um templo, a Igreja de Santo António, e tem duas unidades dedicadas ao fabrico do conhecido e único do mundo, Queijo de São Jorge, detentor de denominação de origem protegida, (DOP). Existem duas cooperativas ligadas a esta produção. A localidade de Santo António encontra-se directamente ligada ao Sul da ilha de São Jorge pela estrada da serra, única do seu género na ilha pelas paisagens que oferece e que dá pelo nome de Estrada Transversal que termina na localidade da Urzelina.
Esta estrada, uma das mais conhecidas da ilha devido aos locais que atravessa, oferece um passeio por entre verdes pastagens recortadas por divisórias de hortênsias e passa junto às crateras vulcânicas do Vulcão da Urzelina cuja erupção ocorreu em 1808.
Ao atingir a cumeeira montanhosa (sempre a rondar os 1000 metros de altitude) depara-se ao viajante um cruzamento por entre estradas florestais que permitem diversas escolhas de itinerário, permitindo-lhe chegar às localidades da Beira, Santo Amaro, Norte Grande, Norte Pequeno e Biscoitos.
Santo António localiza-se entre o Toledo e a freguesia de Norte Grande e a cerca 600 metros de altitude.